# Keijirō Ogawa
Keijirō Ogawa (小川 慶治朗 Ogawa Keijirō?, Sanda, Hyōgo, 14 de julio de 1992) es un futbolista japonés que juega como delantero en el Kataller Toyama de la J2 League.

## Trayectoria

### Clubes
| Club                                      | País          | Año       |
| ----------------------------------------- | ------------- | --------- |
| Vissel Kobe                               | Japón         | 2010-2020 |
| Shonan Bellmare (préstamo)                | Japón         | 2018      |
| Yokohama FC                               | Japón         | 2021-2025 |
| Western Sydney Wanderers F. C. (préstamo) | Australia     | 2021-2022 |
| F. C. Seoul (préstamo)                    | Corea del Sur | 2022      |
| Kataller Toyama                           | Japón         | 2025-     |

## Palmarés

### Títulos nacionales
| Título             | Club            | País  | Año  |
| ------------------ | --------------- | ----- | ---- |
| Copa J. League     | Shonan Bellmare | Japón | 2018 |
| Copa del Emperador | Vissel Kobe     | Japón | 2019 |
| Supercopa de Japón | Vissel Kobe     | Japón | 2020 |

### Distinciones individuales
| Distinción                        | Año  |
| --------------------------------- | ---- |
| MVP de septiembre de la J2 League | 2013 |